# Victime de l'amour (téléfilm)
Pour les articles homonymes, voir Victime de l'amour.
Victime de l'amour (A Lover's Revenge) est un téléfilm canadien réalisé par Douglas Jackson, et diffusé aux États-Unis le 17 octobre 2005 sur Lifetime.

## Synopsis
L'animatrice Liz Manners tente d'échapper à la vengeance de Kyle, qui la rend responsable de la mort de sa femme, une fidèle auditrice.

## Fiche technique
- Titre français : Victime de l'amour
- Titre québécois : Vengeance amoureuse
- Titre original : A Lover's Revenge
- Réalisation : Douglas Jackson
- Scénario : Nelson Williams et Christine Conradt, d'après une histoire de Nelson Williams
- Société de production : S.V. Thrilling Movies
- Pays : Canada
- Durée : 94 minutes

## Distribution
- Alexandra Paul (VF : Véronique Augereau ; VQ : Hélène Mondoux) : Liz Manners
- William R. Moses (VF : Edgar Givry ; VQ : Alain Zouvi) : Kyle / James
- Gary Hudson (en) (VF : Jean-Louis Faure ; VQ : Benoît Rousseau) : Rob Manners
- Sonya Salomaa (VF : Josy Bernard) : Ashley
- Sophie Gendron (VQ : Anne Bédard) : Sara Jane
- Cary Lawrence (arz) (VQ : Aline Pinsonneault) : Kate Powers
- Millie Tresierra : Dinah
- Gabrielle Carteris (VF : Sophie Gormezzano) : Detective Sparks
- Mark Camacho (VQ : Pierre Chagnon) : détective Yokum
- Peter Michael Dillon (VQ : Tristan Harvey) : Toby Nederman
- Luigi Saracino (VF : Fabien Jacquelin) : Ozzy
- Dean Hagopian (VQ : Jean-Marie Moncelet) : Terence
- Barry Blake (VQ : Hubert Gagnon) : Devon
- Thelma Farmer : Gretchen
- Sally Clelford : Sales Clerk
- Jason Cavalier : Motorist
- Lea Anna Marie Frances : Gladice
- Rick Bramucci : Police Officer
- Ann Lishman : Veronica
- Anthony D'Ambrosio : Waiter